# (32062) Amolpunjabi
2000 JQ49 (asteroide 32062) é um asteroide da cintura principal. Possui uma excentricidade de 0.11438370 e uma inclinação de 2.35629º.
Este asteroide foi descoberto no dia 9 de maio de 2000 por LINEAR em Socorro.